# Градин, Исабелино
Исабели́но Гради́н (исп. Isabelino Gradín; 8 июля 1897, Монтевидео — 21 декабря 1944, там же) — уругвайский футболист, выступавший на позиции нападающего.
Одна из ярчайших звёзд уругвайского футбола в период, предшествовавший появлению чемпионатов мира. Его африканское происхождение вкупе с высоким уровнем футбольного мастерства во многом способствовали крушению расистских барьеров, царивших в южноамериканском спорте в начале XX века.

## Биография
Градин многими историками футбола признаётся как один из самых великих уругвайских футболистов в период до чемпионского 1930 года. Он был лучшим бомбардиром первого чемпионата Южной Америки 1916 года.
На клубном уровне он выступал за «Пеньяроль» и выиграл первенство Уругвая в 1918 и 1921 годах. Всего за «ауринегрос» Градин провёл 212 матчей, забив в них 101 гол.
Градин выступал за сборную Уругвая с 1916 по 1927 год, сыграв за неё в 24 официальных матчах и забив 10 голов. Он стал победителем Чемпионатов Южной Америки 1916 и 1917 годов и вице-чемпионом 1919 года.
Исабелино Градин прославился также в качестве выдающегося легкоатлета. В 1919 и 1920 годах он не знал себе равных на чемпионатах Южной Америки по лёгкой атлетике в беге на 200 и 400 метров (по 2 золотые медали в каждом из турниров).

## Достижения
- Чемпион Уругвая (6): 1918, 1921
- Чемпион Южной Америки по футболу (2): 1916, 1917
- Лучший игрок чемпионата Южной Америки (1): 1916
- Лучший бомбардир чемпионата Южной Америки (1): 1916
- Чемпион Южной Америки в беге на 200 метров (2): 1919, 1920
- Чемпион Южной Америки в беге на 400 метров (2): 1919, 1920
- Чемпион Южной Америки в беге на 400 метров (неофициальные чемпионаты) (2)[3]: 1918, 1922